# Candy Says
Candy Says è un brano del gruppo rock statunitense The Velvet Underground del 1969 contenuta nell'album The Velvet Underground.

## Il brano
Delicata ballata dedicata alla transessuale Candy Darling, star della Factory di Andy Warhol, morta di cancro a causa delle iniezioni di ormoni femminili a cui si sottoponeva. Sul disco il brano è cantato da Doug Yule, poiché Reed si era rovinato la voce esibendosi troppo dal vivo. Lou Reed ha definito il brano: «Probabilmente una delle migliori canzoni che abbia mai scritto». Il brano parla del desiderio di Candy di sfuggire al fatto di essere nata uomo e non donna.
Inoltre Lou Reed disse che la canzone esprimeva anche un concetto più profondo ed universale: «un sentimento universale di inadeguatezza che penso ognuno di noi abbia provato almeno una volta nella vita. Ci guardiamo allo specchio e non ci piace quello che vediamo... Non conosco una sola persona che non si sia mai sentita così».
Nel 2005, Lou Reed si unì agli Antony and the Johnsons per una versione di Candy Says sul palco della Carnegie Hall.
Solamente sette mesi prima della morte di Reed nell'ottobre 2013, egli suonò nuovamente insieme agli Antony and the Johnsons in concerto, questa volta a Parigi, per eseguire Candy Says. Sarebbe stata la sua ultima apparizione dal vivo su un palco.

## Formazione
- Doug Yule - voce, basso
- Lou Reed - chitarra, cori
- Sterling Morrison - chitarra, cori
- Maureen Tucker - percussioni